# 梁化郡 (广西)
梁化郡，中国南北朝时设置的郡。
南梁大同八年（542年），以长安县地置梁化郡，同时改长安县为梁化县。梁化郡的辖区为今鹿寨县（属柳州市）、永福县（属桂林市）、荔浦县（属桂林市）的全境。隋朝开皇中，梁化郡废。开皇十八年（598年），梁化县改为纯化县。大业二十二年（606年），废纯化县入始安县。